# Jean Drapeau
Pour les articles homonymes, voir Drapeau (homonymie).
Jean Drapeau, né à Montréal le 18 février 1916 et mort dans la même ville le 12 août 1999, est un avocat et homme politique québécois. Maire de Montréal pendant un total de vingt-neuf ans, il détient le record de longévité à la tête de la métropole québécoise.
Membre fondateur du Bloc populaire durant la Seconde Guerre mondiale, Jean Drapeau se fait connaître du grand public au début des années 1950, dans le cadre de l'enquête sur le crime organisé à Montréal, menée au côté de Pacifique Plante, dit Pax Plante. Le succès et la médiatisation de cette enquête lui permettent de bâtir sa réputation et de se faire élire maire de Montréal en 1954. Aux élections municipales de 1957, il est battu par Sarto Fournier.
En 1960, il fonde le Parti civique et reprend la mairie de Montréal. Durant son administration, la ville est marquée par plusieurs réformes et projets de grande envergure. Il voit notamment à la construction de la Place des Arts, du métro de Montréal et du site de l'Exposition universelle de 1967. Fort de ces réalisations, Drapeau réussit également à obtenir pour la ville une équipe de baseball professionnel, les Expos de Montréal, et les Jeux olympiques d'été de 1976.
Jouissant d'un large appui populaire, il demeure en poste jusqu'en novembre 1986. Avec sa personnalité colorée et son « style d'homme-orchestre », Jean Drapeau a marqué durablement l'histoire de Montréal au XXe siècle.

## Biographie

### Enfance
Jean Drapeau est le deuxième fils de Joseph-Napoléon Drapeau (1889-1973), un homme d'affaires, et de Berthe Martineau (1890-1937), une cantatrice. Ses parents le baptisent Jean en l'honneur de son frère aîné (également prénommé Jean) mort prématurément à l'âge de deux ans. Seul garçon de trois enfants, il a une sœur aînée, Thérèse, et une sœur cadette, Madeleine.
Jean Drapeau grandit dans un immeuble de la 5e avenue, près de l'église Sainte-Philomène, dans le quartier Rosemont de Montréal. Décrit comme un enfant sage et fidèle, mais de constitution fragile, il reçoit une éducation stricte, marquée par la discipline, les valeurs traditionnelles et la religion catholique.
Sa mère lui inculque l'amour du verbe et de la musique. Son père, un agent immobilier et courtier d'assurances, lui transmet la passion pour la politique. Organisateur du Parti conservateur (et plus tard de l'Union nationale), Joseph-Napoléon tente de briguer un siège aux élections municipales à Montréal à deux reprises, en 1930 et 1936 – malheureusement, sans succès.

### Études

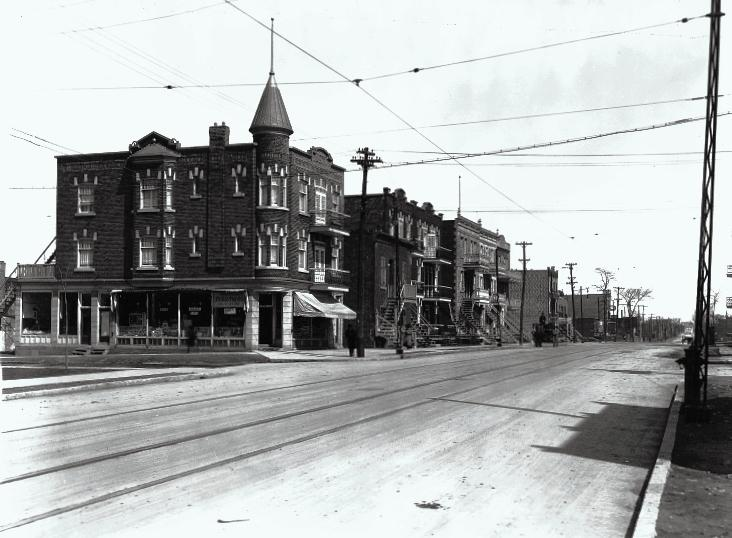
Jean Drapeau grandit dans le quartier Rosemont, à Montréal.

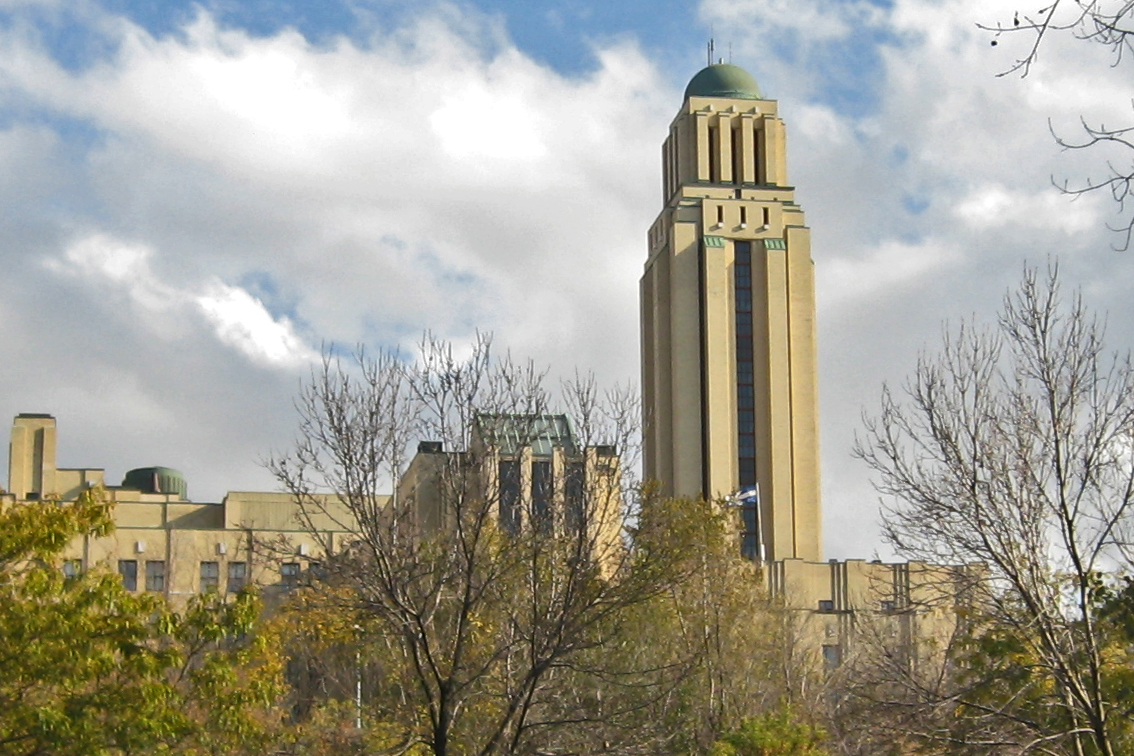
Jean Drapeau étudie à l'Université de Montréal de 1938 à 1942.

Jean Drapeau fait ses études primaires à l'école Saint-Jean-de-Brébeuf (tenue par les frères maristes), dans le quartier Rosemont. S'orientant d'abord vers les affaires, il poursuit ses études secondaires à l'école Le Plateau, une école publique « prépara[n]t les garçons à des carrières d'ingénieur, d'homme d'affaires ou de comptable ». Ainsi, contrairement à d'autres personnalités politiques de son époque, Jean Drapeau ne fréquente pas le collège classique. Toutefois, comme beaucoup de gens de sa génération, il est très marqué par le nationalisme de l'abbé Lionel Groulx. Un admirateur du prêtre-historien, il va notamment à sa rencontre pour obtenir sa bénédiction afin de créer un chapitre de l'Association catholique de la jeunesse canadienne-française (ACJC) portant le nom de Groulx.
Dépourvu de formation classique, Jean Drapeau cherche à approfondir ses connaissances. Refusé à l'admission de la Faculté de droit de l'Université de Montréal, à l'automne 1935, il décide de s'inscrire à des cours du soir afin de décrocher un diplôme en sciences politiques, économiques et sociales – des matières alors peu en vogue – et de poursuivre le jour des cours de latin, de grec et de philosophie. À la même époque, Drapeau doit affronter une terrible épreuve qui sera, selon ses propres mots, « l'événement capital de sa vie ». En janvier 1937, sa mère meurt des suites d'un cancer du sein. Par l'entremise de son père, utilisant son influence auprès du premier ministre Maurice Duplessis, le jeune homme obtient un emploi au ministère du Travail. Tout en suivant ses cours du soir, il se voit responsable d'enquêter pour le programme d'assistance publique, notamment pour y relever des cas de fraude. Cette expérience le confronte aux réalités de la pauvreté et de l'indigence et laisse en lui une marque profonde.
Décrochant son diplôme en sciences économiques en juin 1938, l'automne suivant, il est admis en droit à l'Université de Montréal. Il y côtoie la future génération d'hommes politiques québécois tels Daniel Johnson, Jean-Jacques Bertrand et Pierre Elliott Trudeau. Sans se distinguer particulièrement pendant ses études (il échoue notamment son premier d'examen au Barreau), il se démarque cependant par ses textes virulents dans Le Quartier latin et par ses talents oratoires. Décrit comme un débatteur redoutable, préparant ses discours avec minutie, puis s'exprimant dans un style « extrêmement autoritaire [...] n'hésit[ant] pas à utiliser son autorité pour faire taire [ses adversaires] », Jean Drapeau est élu président de la Société des débats de l'Université de Montréal en 1940. Il devient officiellement avocat en 1943.

### Débuts de carrière

#### Ligue pour la défense du Canada

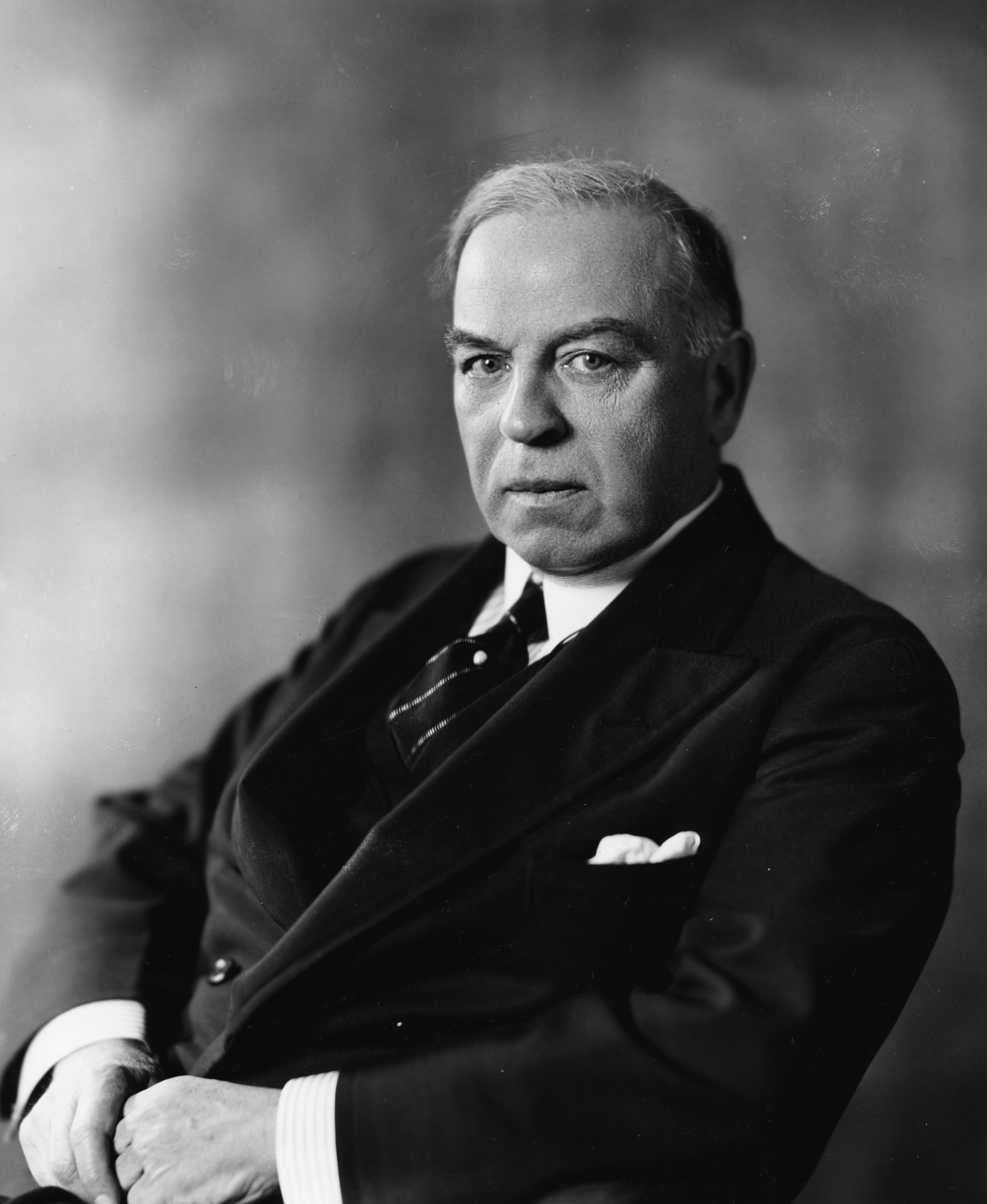
En 1942, Mackenzie King cherche à rendre le service militaire obligatoire pour les Canadiens. Au Québec, la population s'y oppose massivement.

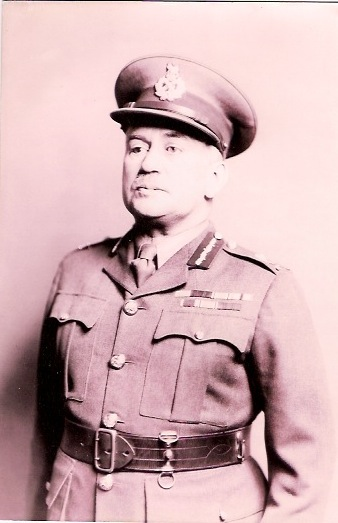
Jean Drapeau se présente pour une première fois comme candidat à une élection partielle en octobre 1942 contre le général Léo Richer Laflèche.

À l'hiver 1942, alors que la Seconde Guerre mondiale fait rage, le premier ministre fédéral Mackenzie King décide de tenir un plébiscite sur la question de la conscription. En réaction, les nationalistes du Québec organisent un mouvement d'opposition et fondent la Ligue pour la défense du Canada. Jean Drapeau se joint à cette Ligue et en devient le secrétaire adjoint. Il participe aux assemblées de la Ligue, s'exprimant au nom de la jeunesse étudiante canadienne-française, et prononce des discours enflammés. L'un de ses discours fait réagir la foule avec une telle énergie qu'elle amène Henri Bourassa, l'une des principales figures du nationalisme canadien-français à cette époque, à tempérer les propos du jeune nationaliste. Demandant à la foule de garder son calme, Bourassa envoie ainsi à Drapeau « son premier camouflet public d'importance, ».
Le 27 avril 1942, le Québec rejette massivement la conscription réclamée par le gouvernement du Canada. Toutefois, la mesure est massivement appuyée par le Canada anglais, donnant à Mackenzie King le mandat d'aller de l'avant.

#### Bloc populaire
En octobre 1942, la Ligue pour la défense du Canada se transforme en parti politique : le Bloc populaire canadien. Jean Drapeau s'y engage.
Entretemps, à Ottawa, le premier ministre Mackenzie King décide de nommer un nouveau ministre des Services nationaux de guerre, le major-général Léo Richer Laflèche. En quête d'un siège, il se présente dans Outremont-Saint-Jean — une circonscription acquise au Parti libéral. L'élection partielle déclenchée, le Bloc populaire (qui n'avait pas réussi à repousser l'appui à la conscription dans ce comté) choisit toutefois de ne pas présenter de candidat. Jean Drapeau décide de se présenter malgré tout comme candidat indépendant, avec le soutien du chanoine Lionel Groulx et du journal Le Devoir.
Se décrivant comme le « candidat des conscrits », le jeune homme de 26 ans mobilise la jeunesse et attire les foules. Il attaque son adversaire libéral en lui reprochant de vouloir faire verser le sang des Canadiens français pour l’Union Jack. Il s'en prend également au CCF qu'il traite de dangereux groupe communiste. Toutefois, sa campagne est parsemée d'embûches. Son organisateur Marc Carrière se fait arrêter par la police fédérale pour avoir défié son ordre d'appel sous les drapeaux. Il devra se faire alors se faire remplacer au pied levé par le jeune syndicaliste Michel Chartrand. Finalement, au scrutin du 30 novembre 1942, Drapeau perd face au général Laflèche à 7 765 voix contre 12 323. Malgré sa défaite, « Drapeau reçoit la masse des voix canadiennes-françaises et remporte un succès moral contre une écrasante mobilisation officielle ».
Aux élections québécoises de 1944, il se présente à nouveau comme candidat du Bloc populaire, cette fois dans la circonscription de Jeanne-Mance. Malgré un très large appui, il est battu par son adversaire libéral Joseph-Émile Dubreuil.
En juillet 1948, il tente sa chance pour une troisième fois comme candidat. Toutefois, un sondage défavorable le convainc de retirer sa candidature avant les élections.

#### Avocat criminaliste
Après l'épisode du Bloc populaire, Jean Drapeau se consacre à son travail d'avocat. Il se spécialise dans les causes de droit pénal. Cette spécialisation l'amène à jouer un rôle important lors de la grève d'Asbestos en 1949. Recruté par le syndicaliste Philippe Girard, il défend l'un des chefs syndicaux accusés, René Rocque, face à la police mobilisée dans la région par le gouvernement de l'Union nationale (appuyant les patrons de la compagnie Johns-Manville).

#### Enquête sur la corruption et la moralité à Montréal

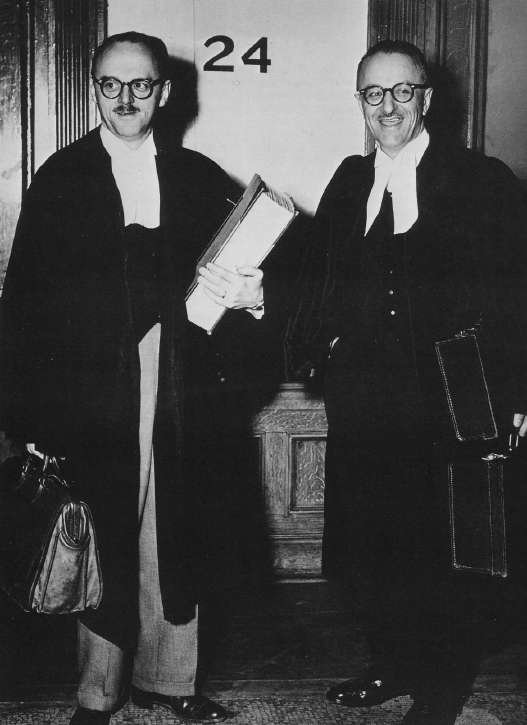
Au début des années 1950, Jean Drapeau (à gauche) se fait connaître du grand public en menant avec Pax Plante (à droite) une enquête sur la moralité publique à Montréal.

À la même époque où il défend les grévistes de l'amiante, Drapeau commence à participer à une série d'articles sur la pègre montréalaise, rédigés par le journaliste du Devoir Gérard Pelletier. Agissant à titre de conseiller juridique du journaliste, aiguillé par Pacifique « Pax » Plante (l'ancien chef de l’escouade de la moralité de la police de Montréal), il contribue à révéler au grand public les mécanismes d'un régime de tolérance à l'égard des maisons de jeu clandestin, des maisons closes et des débits d'alcool à Montréal.
Les révélations de ces articles indignent les communautés et les autorités catholiques, très préoccupées par les problèmes de moralité publique depuis la fin de la dernière guerre. Le 19 mars 1950, un groupe de dirigeants de « mouvements sociaux, religieux, civiques, ouvriers, patronaux » dédiés à combattre ce fléau se réunissent et fondent le Comité de moralité publique (CMP). L'avocat Pacifique Plante est aussitôt engagé par le CMP pour mener une enquête publique. Pour l'accompagner dans cette lourde tâche (exigeant de confronter l'administration montréalaise dirigée par Camillien Houde, le président du comité exécutif Joseph-Omer Asselin et le controversé chef de la police Albert Langlois), Plante choisit comme adjoint Jean Drapeau.
Ce nouveau rôle permet à Drapeau de se faire connaître du grand public. Le 11 mai 1950, les deux procureurs présentent une requête au juge en chef de la Cour supérieure, en alléguant que la loi concernant la corruption municipale a été violée de façon massive. Cette requête mène à la création d'une commission d'enquête sur le crime organisé à Montréal, présidée par le juge François Caron. Les audiences publiques de l'enquête sur la moralité se tiennent de juin 1952 à avril 1953. L'enquête se conclut après dix mois d'audiences, avec 358 séances au cours desquelles comparurent 374 témoins, compilant plus de 50 000 dossiers. Entre-temps, le CMP se transforme en nouveau parti politique : la Ligue d'action civique (LAC).
En dépit du battage médiatique entourant l'enquête, son effet sur l'administration municipale et sur les assises du crime organisé montréalais demeure mitigé. Le juge Caron s'étant retiré pour écrire son rapport, Drapeau retourne donc à la pratique du droit, dans un état fortement démoralisé.

#### Élection de 1954
Cherchant à « restaurer l'esprit civique » à Montréal, la Ligue d'action civique décide d'appuyer des candidats à l'approche des élections municipales de l'automne 1954. Pacifique Plante refusant de se présenter, les membres de la Ligue se tournent alors vers Jean Drapeau. Il accepte et annonce sa candidature le 3 septembre. Âgé de 38 ans, le jeune champion de la moralité incarne une autre génération d'hommes politiques. Contrairement aux maires issus du monde ouvrier comme Camillien Houde ou Médéric Martin, Jean Drapeau représente la nouvelle classe moyenne canadienne-française, s'identifiant « aux intellectuels nationalistes dont Le Devoir est le porte-parole ».
Deux événements bouleversent le déroulement des élections. Deux semaines après l'annonce de la candidature de Drapeau, Camillien Houde annonce son retrait de la vie publique. Ensuite, le 8 octobre, le juge Caron rend son jugement. Il recommande de congédier le chef de la police et condamne ses deux prédécesseurs (et 17 autres policiers) ayant participé au régime de tolérance. Bien que ce jugement blanchisse le maire Houde, Jean Drapeau a désormais le champ libre vers la mairie.
Le 25 octobre 1954, il est élu maire de Montréal, battant le candidat Sarto Fournier (un sénateur libéral appuyé par la machine de l'Union nationale) et l'ancien maire Adhémar Raynault. Le conseiller Pierre DesMarais, un des fondateurs de la LAC, est élu président du comité exécutif de Montréal.

### Maire de Montréal (1954-1957)

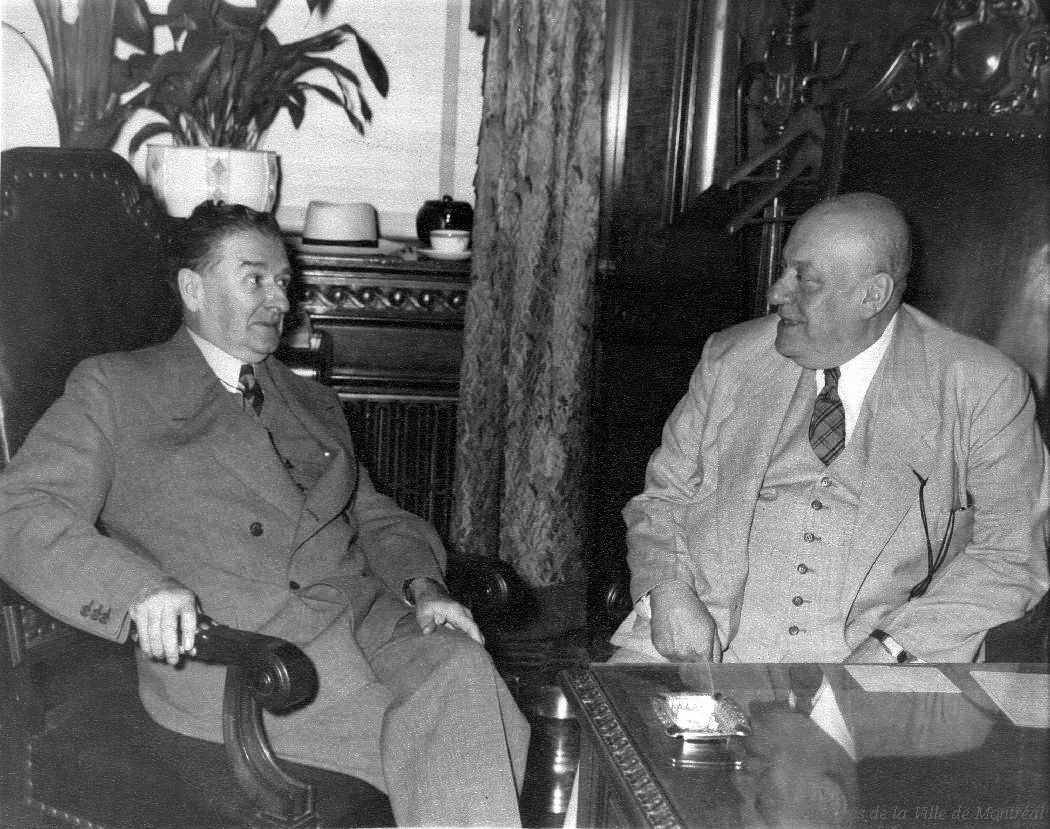
Jean Drapeau s'oppose farouchement à Maurice Duplessis (gauche) et à Camillien Houde (droite).

Malgré sa victoire, Jean Drapeau se retrouve confronté à la structure vétuste et antidémocratique du conseil municipal de Montréal. Formée du maire et de 99 conseillers répartis en trois classes (60 conseillers répartis en 11 districts, élus par les locataires et les propriétaires [classes A et B], et 33 conseillers nommés par un groupe de 13 organismes privés [classe C]), cette structure place la LAC en minorité,,. N'ayant pas la majorité requise pour gouverner, subissant l'influence du président du comité exécutif Pierre DesMarais (membre de la LAC, mais poursuivant d'autres objectifs que le maire), Jean Drapeau doit donc faire beaucoup de concessions lors de ce premier mandat de 1954 à 1957.
Dans ce cadre, le maire tente de s'attaquer au problème de la circulation automobile à Montréal. En plus d'élaborer une voie élevée traversant le nord de la ville (le boulevard Métropolitain), il propose d'aménager deux voies rapides enjambant le mont Royal, sans tenir compte du fait que l'entaille dans la montagne compromettrait la tranquillité des espaces verts. Son dernier projet est refusé.
Drapeau se fait ensuite imposer un plan de développement urbain controversé. Le « plan Dozois » (proposé par le conseiller municipal Paul Dozois, sympathisant de l'Union nationale) vise à raser une série de taudis du centre-ville de Montréal pour les remplacer par un complexe d'habitations à loyer modique (HLM). Drapeau s'oppose à ce projet, favorisant plutôt la construction d'une « Cité des ondes » permettant d'accueillir les studios et les installations de la nouvelle chaîne de télévision de Radio-Canada. Son but est de prolonger les travaux de la nouvelle Place des Arts (dont il a approuvé les plans en 1956),. L'affaire du plan Dozois finit par se transformer en affrontement politique entre le maire de Montréal et le premier ministre du Québec. Ainsi, Maurice Duplessis décide d'appuyer en sous-main le plan Dozois et réussit à le faire adopter, en dépit de l'opposition de Jean Drapeau.

#### Élection de 1957
Aux élections municipales de 1957, Jean Drapeau se retrouve devant une immense vague d'opposition. Son adversaire Sarto Fournier est alors appuyé par toute la machine de l'Union nationale. À la suite d'une campagne fortement marquée par les irrégularités, Sarto Fournier l'emporte à 83 229 voix contre 79 384,.
Drapeau entreprend alors une traversée du désert de trois ans. Il parcourt le Québec afin de donner des conférences et de faire connaître ses idées. En 1959, il publie ses idées dans un recueil intitulé Jean Drapeau vous parle. Rêvant de transformer la Ligue d'action civique en un parti capable de se mesurer à l'Union nationale et au Parti libéral, il finit toutefois par abandonner son projet par manque d'appuis hors de Montréal.
Après la mort de Duplessis, des élections se tiennent en juin 1960. Au scrutin, le Parti libéral l'emporte, mettant fin à un règne de 16 ans de l'Union nationale. À l'approche des élections municipales de l'automne, le maire Sarto Fournier se retrouve sans le soutien de l'Union nationale. En face, le nouveau premier ministre Jean Lesage emploie toute l'influence du Parti libéral pour aider la LAC à reprendre la mairie de Montréal.

#### Rupture avec Pierre DesMarais et fondation du Parti civique
Cherchant à se déprendre de l'influence de Pierre DesMarais, à l'été 1960, Jean Drapeau rompt avec la LAC et fonde son propre parti : le Parti civique. Ce parti « propose à l’électorat de régénérer la vie politique municipale par l’élection d’un gouvernement majoritaire qui mettrait fin aux querelles ayant paralysé le Conseil au cours des années précédentes ». Pour l'épauler dans cette nouvelle aventure, Jean Drapeau s'allie au conseiller municipal Lucien Saulnier, l'ancien lieutenant de Pierre DesMarais.

#### Élections de 1960
Drapeau présente un programme visant à éliminer le vice commercialisé et la corruption. Pour combattre le chômage, il propose également un éventail de travaux publics totalisant plus de 700 millions $, notamment en transformant le boulevard Décarie en une autoroute à six voies et en construisant un stade sportif dans le parc Maisonneuve. Il propose, enfin, la construction d'un métro – une promesse faite aux Montréalais depuis des dizaines d'années.
Le 24 octobre 1960, le Parti civique de Jean Drapeau est élu avec une forte majorité, remportant 44 sièges sur 66. Son allié Lucien Saulnier devient le nouveau président du comité exécutif de Montréal.

### Maire de Montréal (1960-1986)

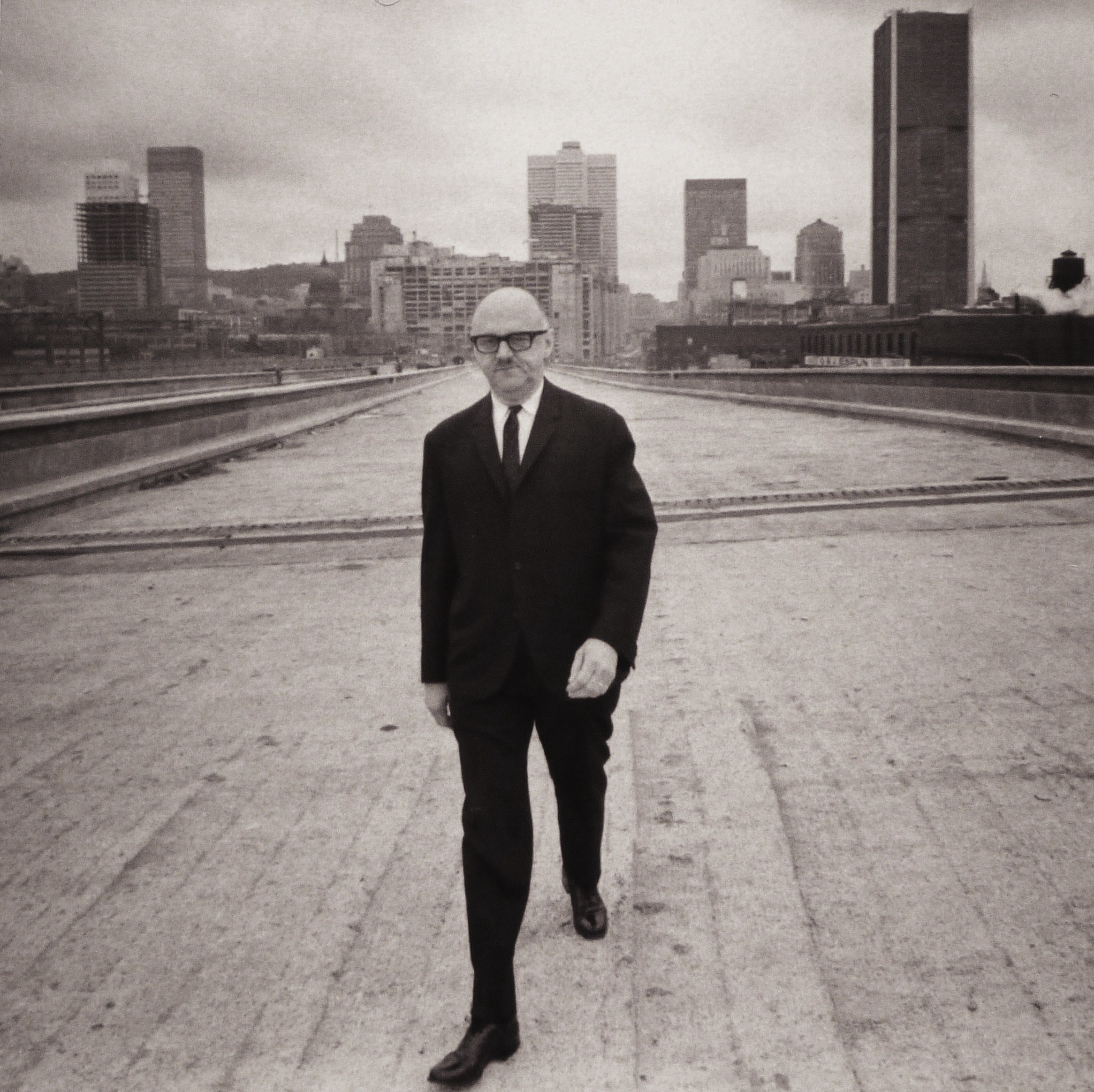
Drapeau pendant la construction du autoroute Bonaventure, 1966

Le retour de Drapeau à la mairie coïncide avec le début d'une ère de grands chantiers à Montréal. C'est ainsi que commencent à être construits la Place Ville-Marie, la tour de la Banque canadienne impériale de commerce, la tour de la Bourse, la Place Bonaventure et le Château Champlain. La Place des Arts prend forme, de même que le Montréal souterrain. La construction du métro (projet cher à Lucien Saulnier) est aussi mise en branle, au coût de 132 millions $. Drapeau parvient également à agrandir le territoire de la ville par l’annexion de Rivière-des-Prairies, du village de Saraguay, de Ville Saint-Michel et de Pointe-aux-Trembles. S'opposant à l'idée d'un gouvernement régional pour la métropole (qui aurait dilué le pouvoir municipal), il privilégie plutôt l'annexion des villes voisines dans le but de faire une île, une ville.
Prenant son rôle de maire très au sérieux, Jean Drapeau développe également une méthode et un style qu'il conservera toute sa carrière. S'étant doté d'un parti composé de gens de confiance, le maire de Montréal tient à avoir son parti bien en main. Pour lui, « la démocratie n’est pas un système de participation publique mais un système par lequel on choisit des dirigeants. La Société ne pourrait pas fonctionner si ses dirigeants essayaient de suivre les désirs de la population au jour le jour ».
Suivant cette idée, Drapeau intervient donc personnellement dans un grand nombre de dossiers et d'enjeux et dicte souvent la marche à suivre. Cette attitude se reflète notamment dans son habitude de sillonner les rues, seul ou avec son chauffeur, et de noter tout ce qui lui semble défectueux pour transmettre l'information aux responsables afin de corriger la situation. Elle se reflète également dans son rapport avec les journalistes, décidant par lui-même du moment où la presse peut s'adresser à lui, sur des sujets qu'il a soigneusement choisis. Face à cette attitude (efficace pour ses partisans, autoritaire pour ses adversaires), des observateurs en viennent à comparer le Parti civique à un club privé plutôt qu’à un véritable parti politique. À ce sujet, le principal intéressé leur répond que si « la porte d’entrée est étroite » dans son parti, « la sortie est très grande ».
Malgré les commentaires sur son approche, Jean Drapeau n'en est pas moins un travailleur infatigable. Commençant ses journées très tôt, il lui arrive aussi de terminer parfois après minuit.

#### Élections de 1962
De nouvelles élections municipales se tiennent à l'automne 1962. Profitant de la nomination de Montréal comme future hôtesse de l'Exposition universelle de 1967, porté par les nombreux projets en cours d'exécution, Jean Drapeau se présente devant la population avec un bilan positif. Ces élections prennent la tournure d'un référendum sur les structures municipales de Montréal, en proposant de réduire le nombre de conseillers municipaux de 66 à 45 et d'étendre la durée du mandat pour les élus montréalais de 3 ans à 4 ans.
Aux élections du 28 octobre 1962, le Parti civique de Jean Drapeau est réélu en remportant 41 sièges sur 45. Les anciennes structures politiques municipales cèdent alors leur place aux nouvelles structures proposées.

#### Place des Arts

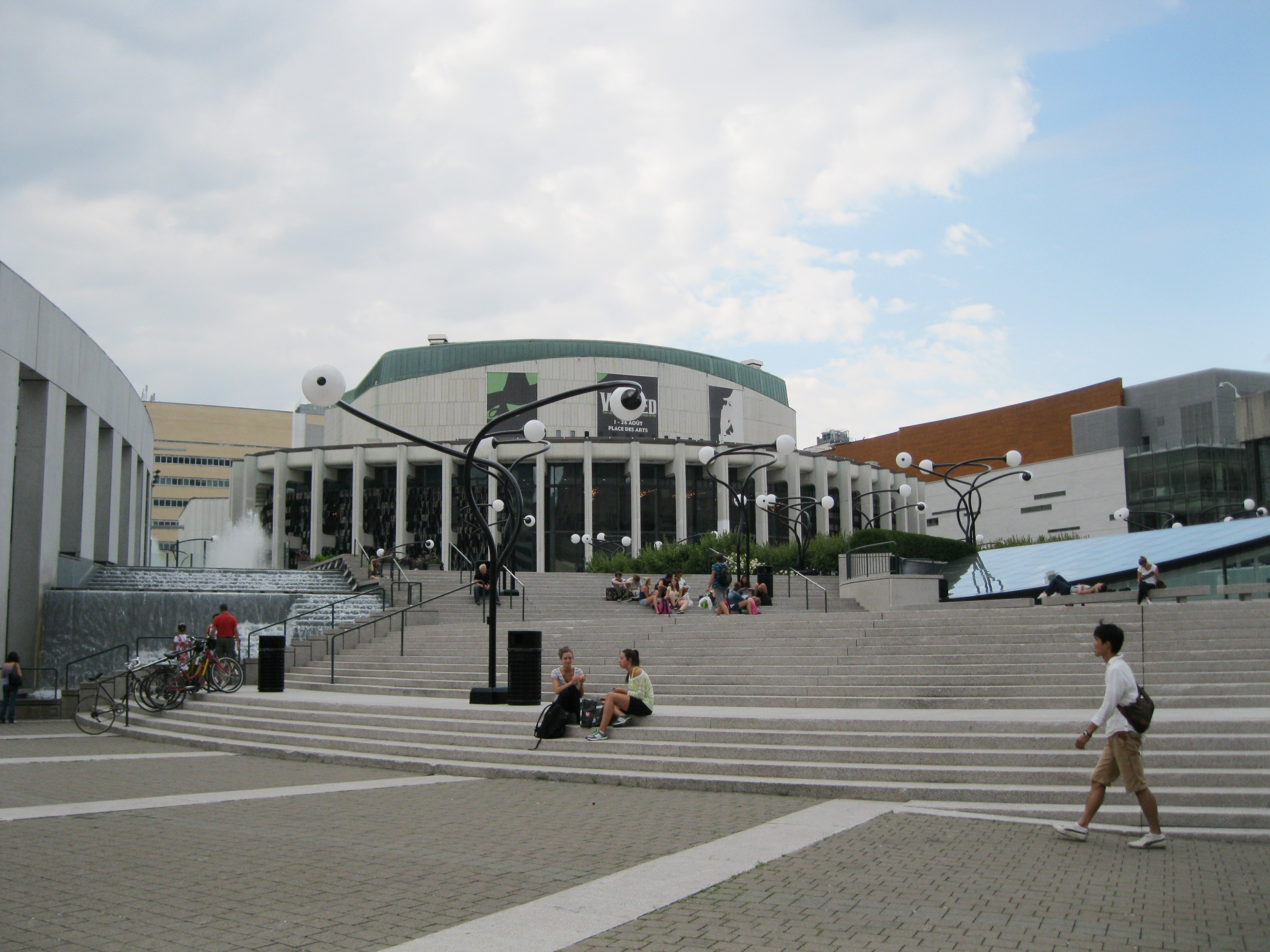
La Place des Arts est inaugurée le 21 septembre 1963.

Dans cette époque de Révolution tranquille, un vent de nationalisme souffle sur le Québec avec une intensité sans précédent. Un nouveau parti, le Rassemblement pour l'indépendance nationale (RIN), avait alors été fondé afin de rompre avec le Canada et de faire du Québec un État souverain. Une grande partie de la jeunesse, séduite par ce message, décide de s'en prendre aux symboles de la domination économique anglo-américaine.
Le soir de l'inauguration de la Place des Arts, le 21 septembre 1963, une manifestation organisée par le RIN dégénère en émeute. S'opposant au RIN, Jean Drapeau mobilise 250 policiers pour disperser les 400 manifestants présents. Cette échauffourée (« digne de l'émeute de 1955 qu'avait occasionnée la suspension de Maurice Richard ») avait été causée par le choix des autorités de confier à un Américain (Silas Edman) la direction de la Place des Arts,.

À la suite de son inauguration en 1966, au fil des ans, le réseau du métro de Montréal s'est progressivement agrandi.

#### Métro de Montréal
Le 14 octobre 1966, le métro de Montréal est inauguré en présence de Jean Drapeau, du premier ministre du Québec Daniel Johnson, du cardinal Paul-Émile Léger, du ministre fédéral Paul Martin et du ministre français Louis Joxe (représentant le gouvernement de la France). Cette inauguration précède de peu les élections du 23 octobre, où Jean Drapeau se voit réélu avec une très forte majorité (94,4 % des voix). Le Parti civique fait alors élire 45 des 48 conseillers municipaux, obtenant jusque-là sa plus forte majorité.

#### Expo 67
En avril 1967, l'Exposition universelle de 1967 ouvre ses portes à Montréal. L'événement, créé pour souligner le 100e anniversaire de la Confédération canadienne, comprend près de 90 pavillons accueillant 62 pays. Le site de l'Exposition au bord du fleuve Saint-Laurent a été un immense chantier, nécessitant l'aménagement de l'île Sainte-Hélène et la création d'une île artificielle, l'île Notre-Dame. Au total, son aménagement a coûté 430 millions $. Jean Drapeau, qui faisait de l'édification d'une tour à Montréal une véritable obsession, avait même un temps envisagé (en 1963) de faire transporter la tour Eiffel pour l'évènement, projet vite abandonné du fait du coût, évalué à 5 millions de dollars, et des difficultés techniques. Il tente alors l'année d'après de faire construire une tour plus haute encore avant de renoncer à nouveau pour des raisons de coût estimé à environ 20 millions de dollars,.
Événement phare de la Révolution tranquille, l'Expo 67 attire une foule de 500 millions de personnes. Toutefois, malgré sa grande popularité, l'événement grève les finances de la ville. Ainsi, pour repayer les dépenses de l'Expo 67, Jean Drapeau crée en 1968 une loterie publique (surnommée « taxe volontaire »), la première en son genre au Canada. Hélas, malgré l'originalité de son idée, les fonds récoltés ne suffisent pas à éponger les dettes. Devant cette contrainte, le président Lucien Saulnier songe à fermer Terre des Hommes, et Jean Drapeau songe à démissionner. S'appuyant sur un soutien quasi unanime (98 % de la population selon un sondage) de ses électeurs, Jean Drapeau réussit finalement à obtenir du gouvernement du Québec les fonds nécessaires pour sauver Terre des Hommes. L'idée d'une loterie d'État servant au financement du trésor public sera néanmoins reprise par le gouvernement du Québec et donnera naissance à Loto-Québec, en 1970.
À la suite de l'Expo 67, une équipe de baseball est créée : les Expos de Montréal. Le 8 avril 1969, les Expos jouent leur premier match dans les ligues majeures contre les Mets de New York.

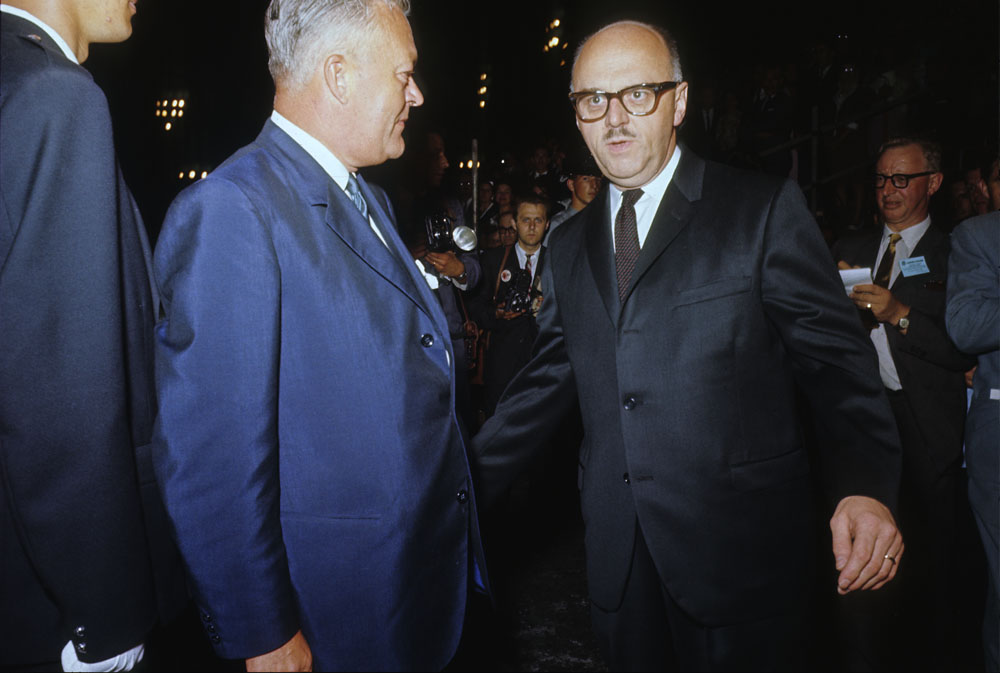
Jean Lesage et Jean Drapeau visitent Expo 67.
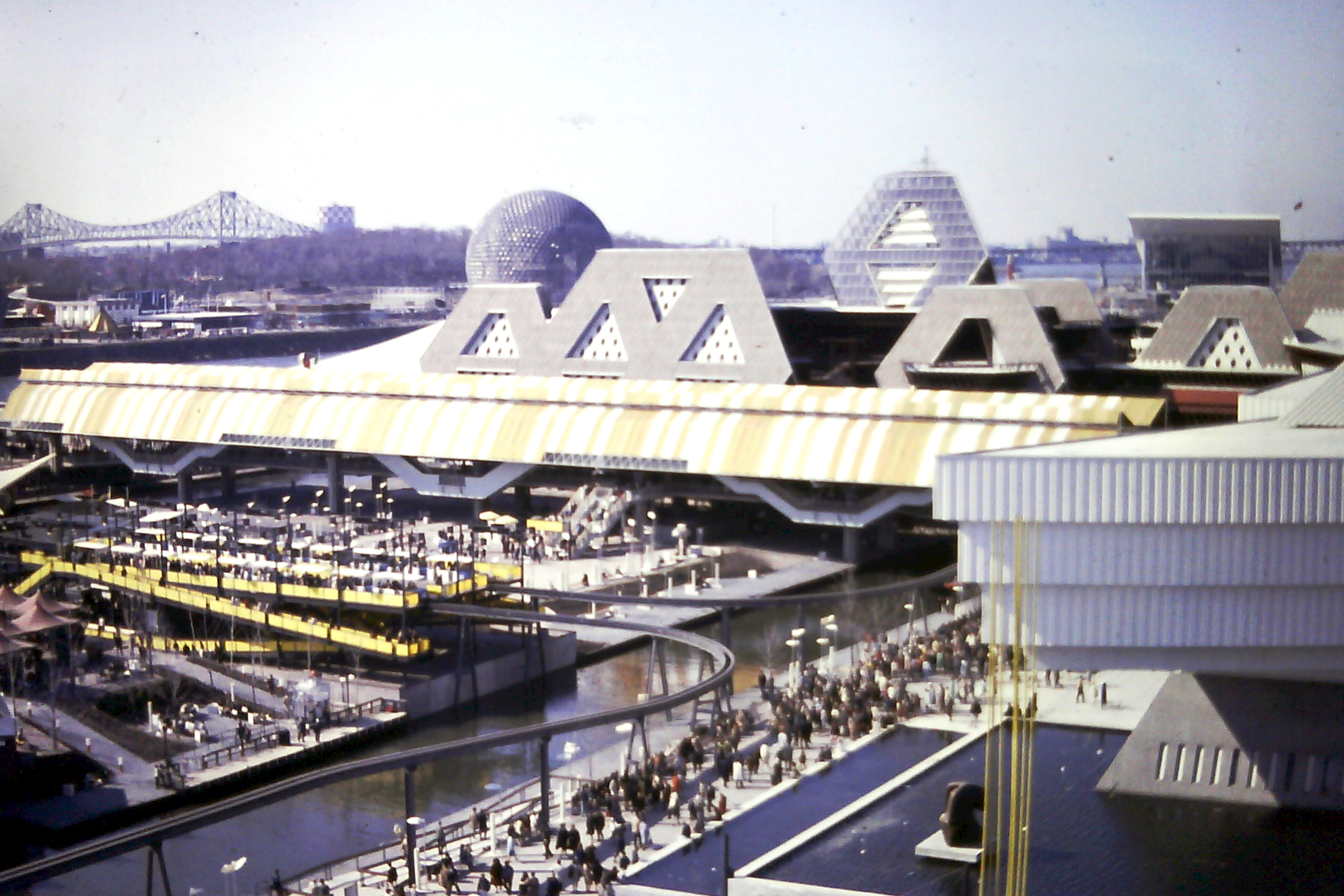
Site d'Expo 67.
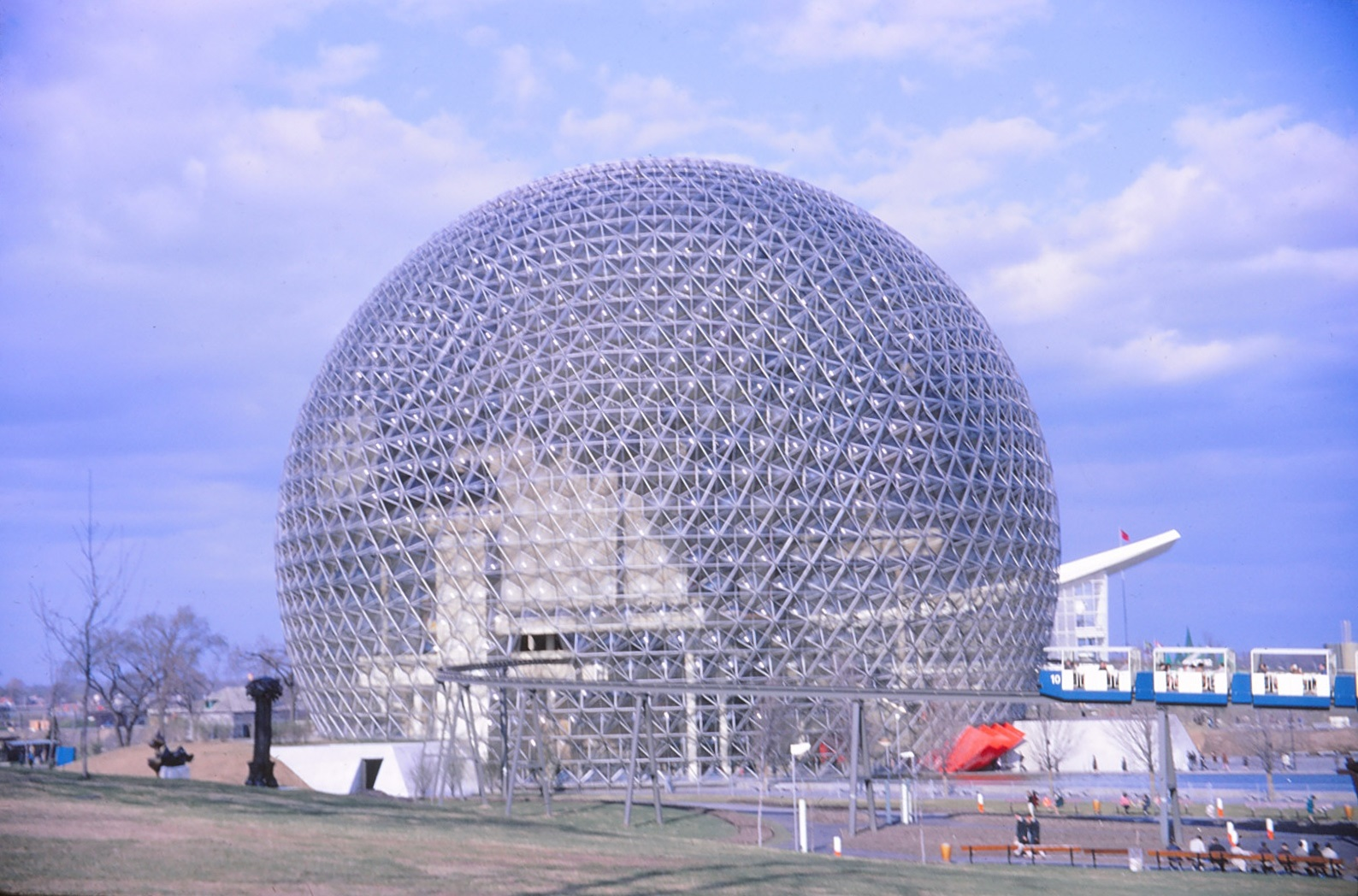
Pavillon des États-Unis.
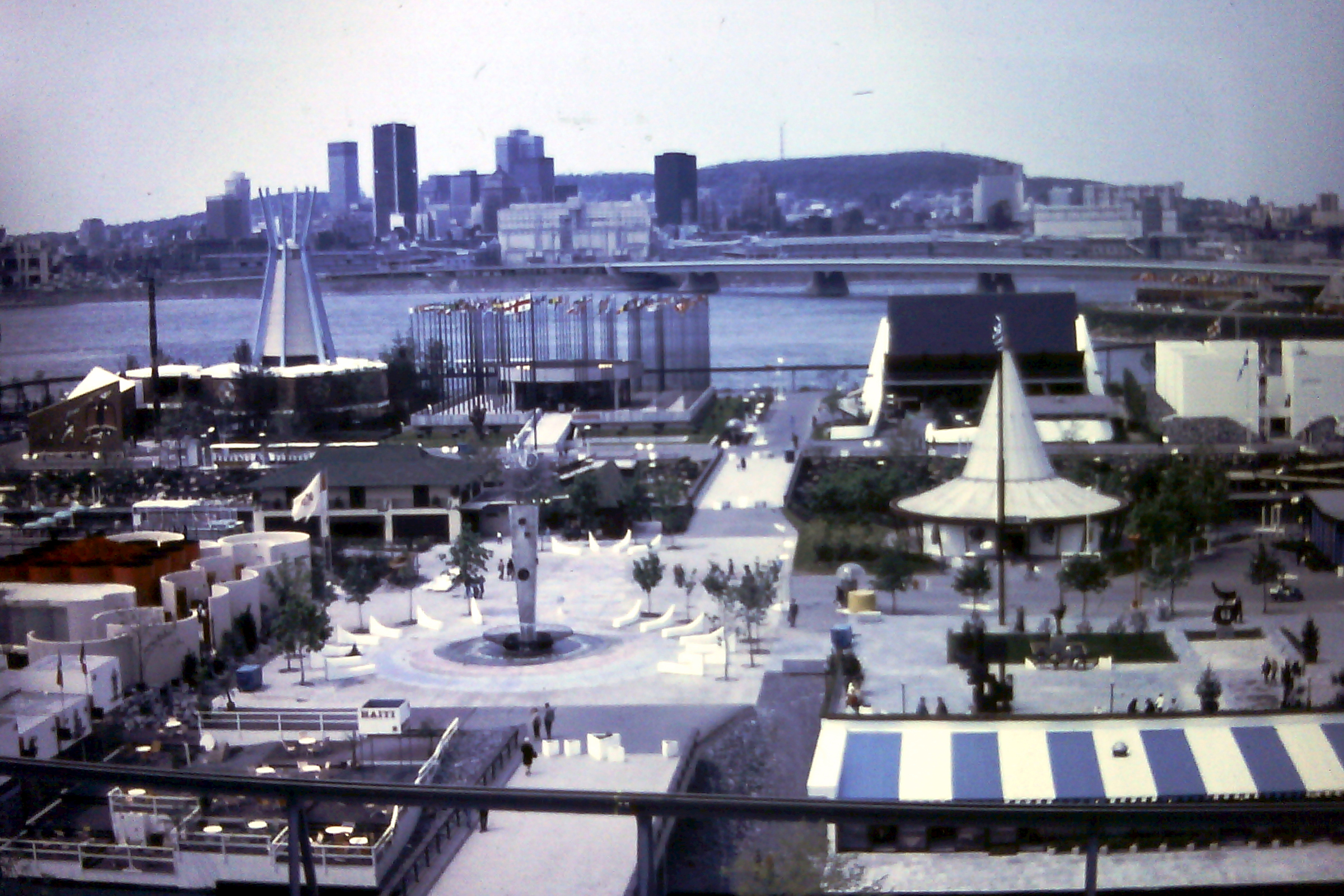
Site d'Expo 67.
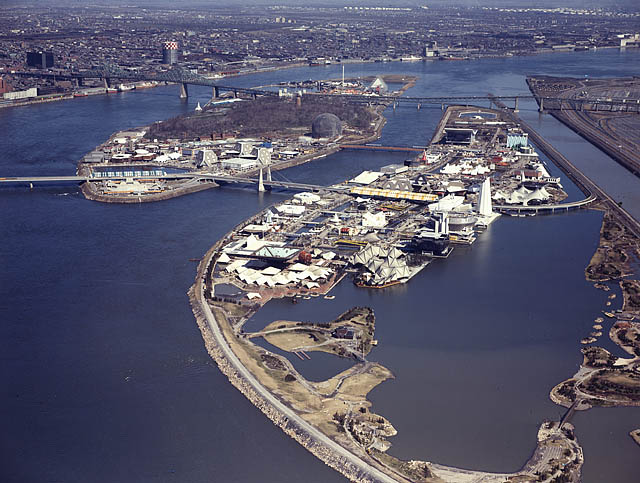
L'île Notre-Dame et l'île Ste-Hélène.
Logo d'Expo 67.

#### Montée de la contestation anti-Drapeau
L'après-Expo 67 est marqué par un ralentissement économique et par des problèmes sociaux importants à Montréal. L'insalubrité des logements des quartiers défavorisés, le taux de mortalité infantile élevé, le chômage (on compte alors plus de 400 000 chômeurs à Montréal), le style autoritaire, l'inaction dans certains dossiers et les réponses laconiques aux problèmes urgents mobilisent de plus en plus de citoyens contre le maire et son administration.
À l'automne 1969, la contestation est plus forte que jamais à Montréal. Le 29 septembre, une bombe explose à la maison de Jean Drapeau. Il ressort indemne de cet attentat, mais la mobilisation continue  de croître. Tandis que le gouvernement du Québec dirigé par Jean-Jacques Bertrand tente de faire adopter une loi extrêmement impopulaire (la loi 63, sur le choix de la langue d'enseignement dans les écoles), les policiers et les pompiers de la ville réclament de meilleures conditions de travail. Se butant à l'opposition du maire Drapeau, ceux-ci déclenchent une grève le 7 octobre. Cette grève plonge Montréal dans le chaos. Des centaines de commerces, de maisons et d'automobiles sont dévalisées, pillées et vandalisées.
Tandis que l'armée est déployée dans les rues de Montréal pour tenter de calmer la situation, un groupe de vandales s'en prennent au restaurant Le Vaisseau d'or, également une propriété du maire Jean Drapeau.

#### Création de la Communauté urbaine de Montréal
La situation étant devenue intenable à Montréal, en novembre 1969, Drapeau fait adopter un règlement municipal interdisant les rassemblements de contestataires. De son côté, dorénavant, le gouvernement du Québec entend répartir le coût des dépenses de Montréal à l'ensemble des villes de l'île,. S'inspirant d'une formule utilisée par Toronto, on crée ainsi la Communauté urbaine de Montréal le 19 décembre 1969.

Fédéraliste, durant la crise d'Octobre, Jean Drapeau s'oppose vivement aux membres du FLQ.

#### Élection de 1970
Alors que l'opposition anti-Drapeau s'organise, à l'automne 1970, le Québec se retrouve plongé en pleine crise d'Octobre. Les élections municipales se déroulent dans ce contexte de grande tension politique et sociale. Tandis que l'armée sillonne les rues de Montréal afin d'arrêter tout sympathisant du Front de libération du Québec (FLQ), Jean Drapeau profite de la situation de crise pour discréditer et neutraliser les groupes d'opposition. Il s'en prend en particulier au Front d'action politique (FRAP), associant ceux-ci aux terroristes et aux révolutionnaires et présentant leur programme d'inspiration socialiste comme étant radical et dangereux,. 

Logo du FRAP.

La stratégie s'avère très efficace. À la suite de l'adoption de la Loi sur les mesures de guerre, 467 personnes (dont plusieurs membres du FRAP) sont arrêtées puis détenues sans mandat. Au scrutin du 25 octobre 1970, le Parti civique est réélu avec 91,8 % des voix, remportant la totalité des 52 sièges au conseil municipal. Cette élection marque le départ de Lucien Saulnier du comité exécutif de Montréal. Il est remplacé par Gérard Niding.

#### Le rêve olympique devient un cauchemar
En mai 1970, Montréal est choisie devant Moscou par le Comité international olympique pour accueillir les Jeux d'été de 1976. Afin de donner un caractère grandiose à l'architecture du futur Parc olympique, Jean Drapeau choisit de s'inspirer du Parc des Princes de Paris, conçu par l'architecte français Roger Taillibert. Des plans sont dessinés puis une maquette est finalement révélée, le 6 avril 1972. Malgré une estimation initiale du coût des Jeux à 310 millions $ (dont 250 millions $ seulement pour la construction des installations), au moment de ce dévoilement, Jean Drapeau déclare que les Jeux ne coûteraient aucun sou aux Montréalais : « Il est tout aussi impossible pour les olympiques d’avoir un déficit que pour un homme d’avoir un bébé ».
Dès le début des travaux, les problèmes se mettent à pleuvoir sur le chantier du Parc olympique. Le terrain choisi dans l'Est de Montréal s'avère très mauvais pour accueillir les installations, nécessitant de l'injection de béton pour le solidifier. Les plans des bâtiments doivent également être révisés. À ces problèmes s'ajoutent des retards dans la livraison des matériaux, des problèmes techniques, des conflits de travail, des actes de sabotage, des accidents de travail et des pratiques douteuses qui, tous ensemble, paralysent les travaux.

#### Élection de 1974
L'opposition anti-Drapeau de la fin des années 1960 et du début des années 1970 se cristallise en mai 1974 avec la création d'un nouveau parti municipal, le Rassemblement des citoyens de Montréal (RCM). Une coalition de militants anglophones et francophones provenant des milieux communautaire, syndical et politique, le RCM dans un premier temps ne songe pas à briguer la mairie mais à présenter une série de candidats pour le conseil municipal (dont le journaliste anglophone Nick Auf der Maur). Toutefois, les membres du parti choisissent finalement l'abbé Jacques Couture, une figure très connue des milieux communautaires montréalais, pour affronter Jean Drapeau et offrir un programme d'inspiration social-démocrate axé sur le transport collectif, l'habitation, le loisir et surtout la décentralisation vers les quartiers.
Le mécontentement des Montréalais par rapport aux coûts des Jeux olympiques se fait fortement sentir. Au scrutin du 10 novembre 1974, le Parti civique de Jean Drapeau est réélu avec seulement 55 % des voix. Le RCM avec 39 % des voix fait son entrée au Conseil de ville avec 18 conseillers sur 52.

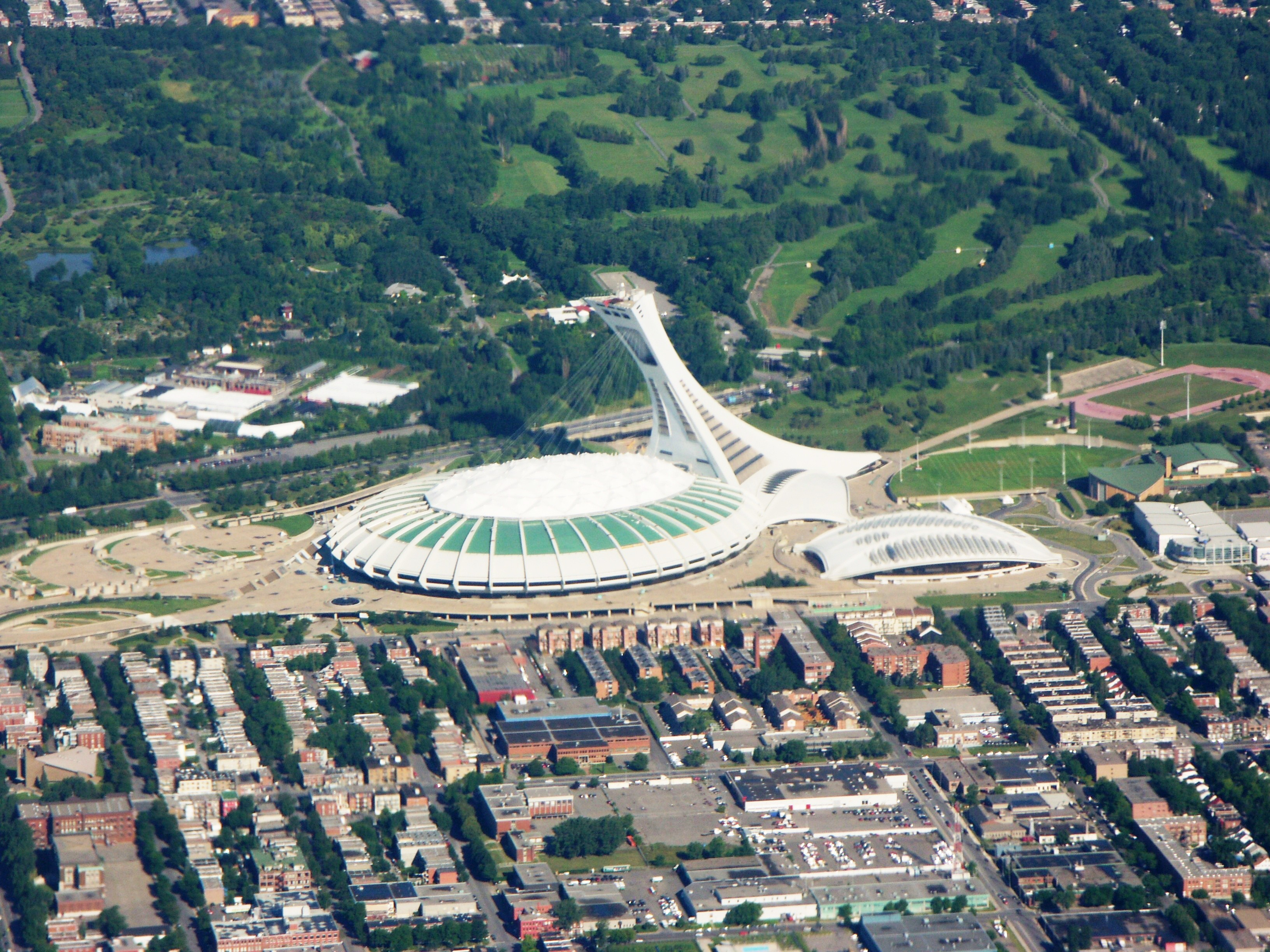
Le Parc olympique de Montréal.

Logo des Jeux olympiques d'été de 1976.

#### Jeux olympiques de 1976
En 1975, Jean Drapeau est convoqué à l'Assemblée nationale. Craignant que les installations olympiques ne soient pas prêtes à temps, le gouvernement du Québec décide de prendre en charge le chantier et de remettre à plus tard tout ce qui ne sera pas essentiel à la tenue des Jeux. Estimé à 310 millions$, le coût des installations des jeux s’élève désormais à plus de 1,3 milliard$, avec un déficit net de 995 millions$ déstabilisant les finances non seulement de la ville de Montréal mais aussi du gouvernement du Québec.
Les Jeux olympiques se déroulent enfin du 17 juillet au 1er août 1976. Lors des cérémonies d'ouverture, le maire savoure le plaisir de hisser le drapeau olympique devant une foule de 75 000 personnes au Stade olympique. Toutefois, à la suite de l'arrivée au pouvoir du gouvernement Lévesque le 15 novembre 1976, une commission d'enquête menée par le juge Albert Malouf est créée « pour faire la lumière sur tout le cafouillis entourant la construction du parc olympique ».

#### Élection de 1978
Éclaboussé par le scandale olympique, le président du comité exécutif de Montréal Gérard Niding est remplacé par un nouveau venu, Yvon Lamarre. Aux élections municipales du 12 novembre 1978, le Parti civique est réélu avec 52 sièges sur 54 face au RCM dirigé par Guy Duquette et au Groupe d'action municipale (GAM) de Serge Joyal.
Essoufflée à la suite des Jeux olympiques, l'administration Drapeau-Lamarre se détourne des grands projets pour se consacrer désormais aux problèmes du logement. Elle cherche à freiner l'exode des Montréalais vers les banlieues en annonçant la construction de 20 000 logements et, dans les mots de l'historien Jean-Charles Panneton, à « répondre aux préoccupations sociales d’un nombre toujours plus grand de citoyens ». Aux prises avec un ralentissement économique, elle met aussi l'accent sur le développement de nouveaux parcs industriels et sur la revitalisation des quartiers. Dans ce but, elle collabore avec les maisons de la culture et les sociétés d’initiatives et de développement des artères commerciales (SIDAC).

#### Commission Malouf
En avril 1980, la commission Malouf remet son rapport sur les Jeux olympiques de 1976. Ses constats accablent de reproches l'administration Drapeau. La construction du Stade, de son mât, du Village olympique, du centre sportif, des aménagements extérieurs, des stationnements, du Vélodrome (et sa transformation en Biodôme), en plus des retards et de tous les autres problèmes ont fait passer le coût initial du projet (en 1969) de 120,5 millions $ à 1,333 milliard $ (en août 1976). Pour rembourser le coût des jeux, dès mai 1976, le gouvernement du Québec avait imposé une nouvelle taxe sur le tabac,.
Indigné par le rapport de la commission d'enquête, Jean Drapeau jure d'y répondre. Bien qu'il ne le fera jamais publiquement, dans une réponse rédigée en 1980-1981, il rejette la faute sur l’« inflation galopante », le « mauvais climat des relations ouvrières » et le « déséquilibre de l’offre et la demande en faveur des fournisseurs ».
Selon les prévisions de l'architecte Roger Taillibert, la dette des Jeux olympiques devait être remboursée au plus tard en 1985. En fin de compte, son coût total de 3,52 milliards $ ne sera remboursé qu'en novembre 2006,.

#### Élection de 1982
Après avoir été invité à prendre la tête de l'Union nationale à la fin de l'année 1980, Jean Drapeau fait le choix de rester en politique municipale. Aux élections de 1982, le Parti civique affronte une fois de plus le RCM. Cette fois, le parti d'opposition est dirigé par un jeune avocat nommé Jean Doré. En plus d'avoir recentré le programme de son parti, Doré s'est entouré d'une équipe de gens provenant de divers milieux, y compris du monde des affaires, afin de proposer un plan de transition en matière de transport et de logement pour pallier les secteurs délaissés au fil des ans par l'administration Drapeau.
Au scrutin du 14 novembre 1982, la popularité du nouveau chef du RCM et de son équipe ne réussit pas à enlever un huitième mandat à Jean Drapeau. Toutefois, le RCM réussit à former la plus forte opposition au maire Drapeau depuis 1974 en faisant élire 14 conseillers sur 57.

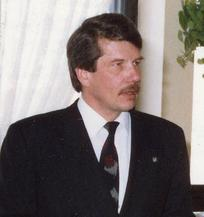
En 1986, Jean Doré succède à Jean Drapeau à la mairie de Montréal.

#### Fin de carrière
L'état de santé de Jean Drapeau se dégrade à partir de 1982. Victime d'une fracture du bassin en février 1982, d'un accident vasculaire cérébral en juillet 1983 et d'une fracture de la vertèbre en décembre 1985, il se retrouve alors contraint d'abandonner sa plus grande passion. Le 27 juin 1986, avec beaucoup d'émotion, Jean Drapeau annonce qu'il quitte la vie politique à la fin de son mandat.
Aux élections du 9 novembre 1986, Jean Doré et le RCM sont élus à la tête de Montréal, avec 55 conseillers sur 58. En déroute, le Parti civique se voit réduit à un seul élu : Claude Dupras.
Après sa retraite de la politique active, Jean Drapeau est nommé ambassadeur du Canada au siège de l'UNESCO à Paris par le premier ministre du Canada Brian Mulroney. Il occupe ce poste de 1987 à 1991.
Très discret dans les dernières années de sa vie, Jean Drapeau meurt entouré de sa famille le 12 août 1999 à l'âge de 83 ans. Il est enterré au cimetière Notre-Dame-des-Neiges, à Montréal.

## Tableau des résultats électoraux
| ANNÉE DE L'ÉLECTION | SUFFRAGE À LA MAIRIE | SIÈGES AU CONSEIL MUNICIPAL | PARTICIPATION |
| ------------------- | -------------------- | --------------------------- | ------------- |
| 1960                | 52.82 / 100          | 44 / 66                     | 41.31 / 100   |
| 1962                | 87.81 / 100          | 39 / 45                     | 42.50 / 100   |
| 1966                | 94.37 / 100          | 45 / 52                     | 53 / 100      |
| 1970                | 91.80 / 100          | 52 / 52                     | 39.56 / 100   |
| 1974                | 55.07 / 100          | 36 / 55                     | 52.42 / 100   |
| 1978                | 60.89 / 100          | 52 / 54                     | 53.60 / 100   |
| 1982                | 48.10 / 100          | 40 / 57                     | 48.90 / 100   |

## Vie privée
Jean Drapeau épouse Marie-Claire Boucher le 26 juin 1945. Leur mariage est célébré par le chanoine Lionel Groulx. Le couple a eu trois enfants : Pierre, Michel et François.

## L’Ordre de Jacques-Cartier
Jean Drapeau a nié avoir appartenu à la société secrète l’Ordre de Jacques-Cartier, perçue par certains comme une sorte de pendant catholique des francs-maçons et de l'Ordre orangiste. Selon les biographes de Drapeau, Purcell et McKenna, « des amis de l’époque et un ancien commandeur de la société affirment catégoriquement qu’il fut initié dans les formes et admis dans « La Patente » ». Drapeau aurait rejoint l'Ordre à l'époque où il était actif dans son chapitre de l'ACJC, et « la notoriété que lui valurent par la suite son appartenance à la Ligue, la fondation du Bloc populaire et son poste à la direction de la Société Saint-Jean-Baptiste – toutes organisations étroitement reliées à l’Ordre – devint assez considérable pour qu’on lui demande de prêter serment ».
En 1942, le député socialiste Fred Rose publie un pamphlet intitulé La Cinquième Colonne d'Hitler au Québec. Il y décrit Drapeau comme un « agent actif du fascisme au Canada » et un « organisateur nazi », et accuse les nationalistes et les membres de l'Ordre de Jacques-Cartier de conspirer « en vue d’un éventuel coup d’État hitlérien ». En réponse, le 29 novembre 1943, Jean Drapeau avait intenté un procès pour diffamation contre le député communiste. Le juge a finalement donné raison à Drapeau, et condamné Fred Rose à lui verser cent dollars en réparation.
Selon Raymond Liberté, un spécialiste de l’Ordre de Jacques-Cartier, il semble que Drapeau ait été membre de l'organisation jusqu’au procès l’opposant à Fred Rose. Ses biographies, son appartenance à l'Ordre l'aurait favorisé même durant la tenue de la commission d'enquête Caron et lors de sa première élection à la mairie en 1954.

## Distinctions
- 1967 - Docteur honoris causa de l'Université Laval[95]
- 1967 -  Compagnon de l'Ordre du Canada[96]
- 1978 - Membre de l'Académie des Grands Montréalais, catégorie Économique[97]
- 1983 - médaille d'argent de l'Ordre olympique
- 1987 -  Grand officier de l'Ordre national du Québec[98]
- 2016 - Commandeur de l'Ordre de Montréal[99]

## Hommages
- Un parc situé sur les îles Sainte-Hélène et Notre-Dame, sites de l'exposition de 1967, ainsi que la station du métro de Montréal qui s'y trouve, portent aujourd'hui son nom.

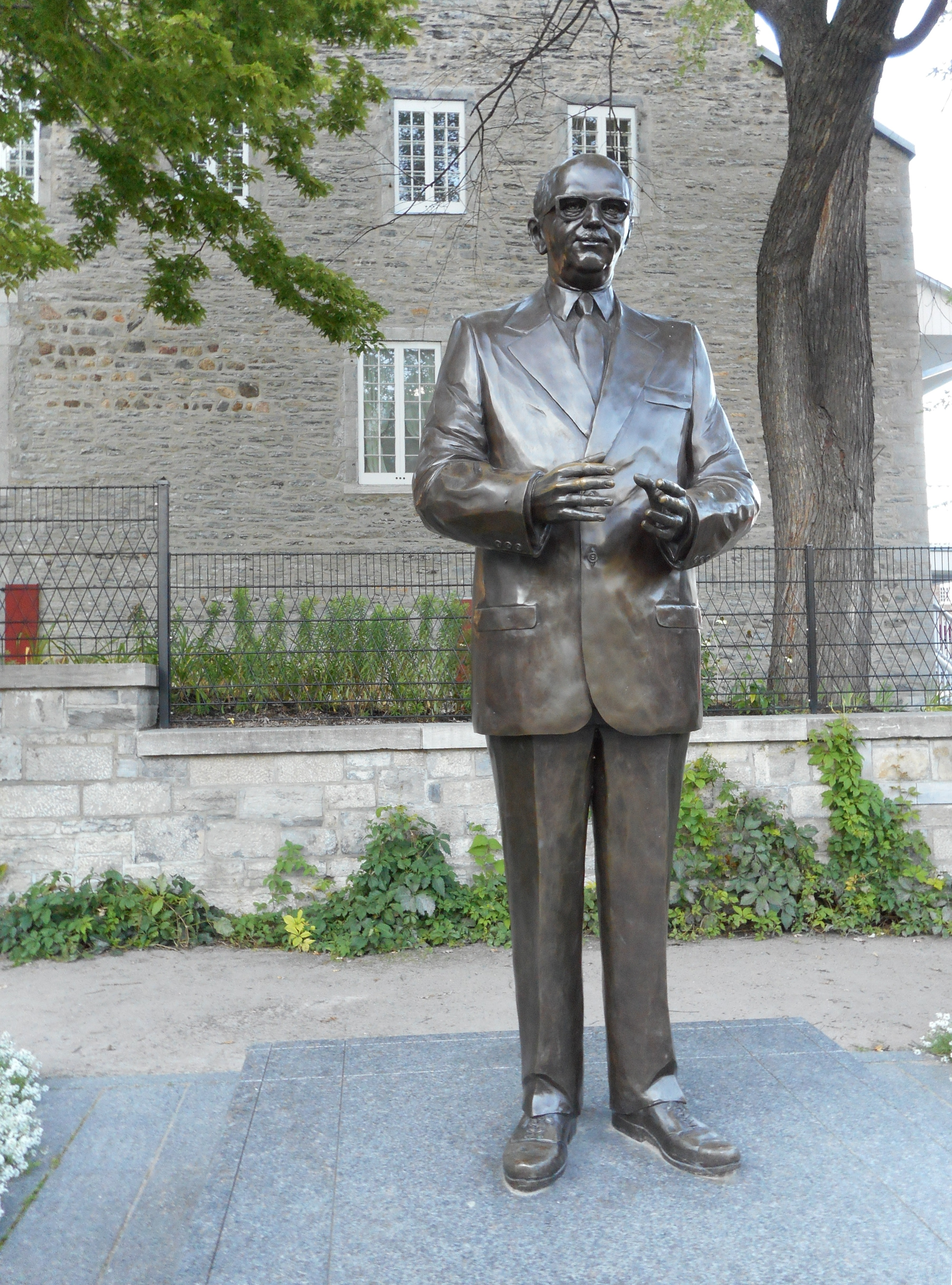
Statue de bronze de Jean Drapeau à la Place de la Dauversière, Montréal.
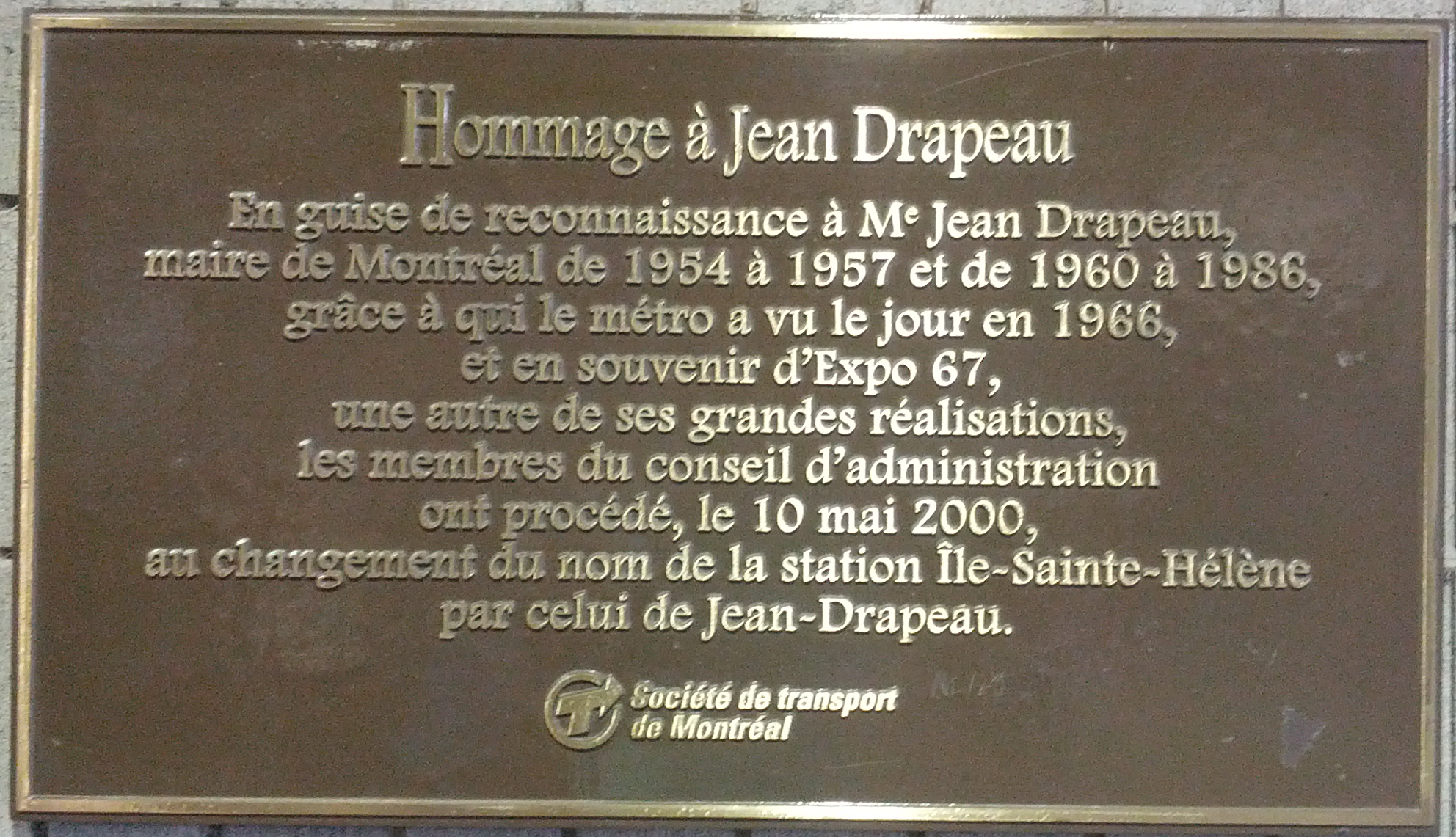
Plaque commémorative en l'honneur de Jean Drapeau.
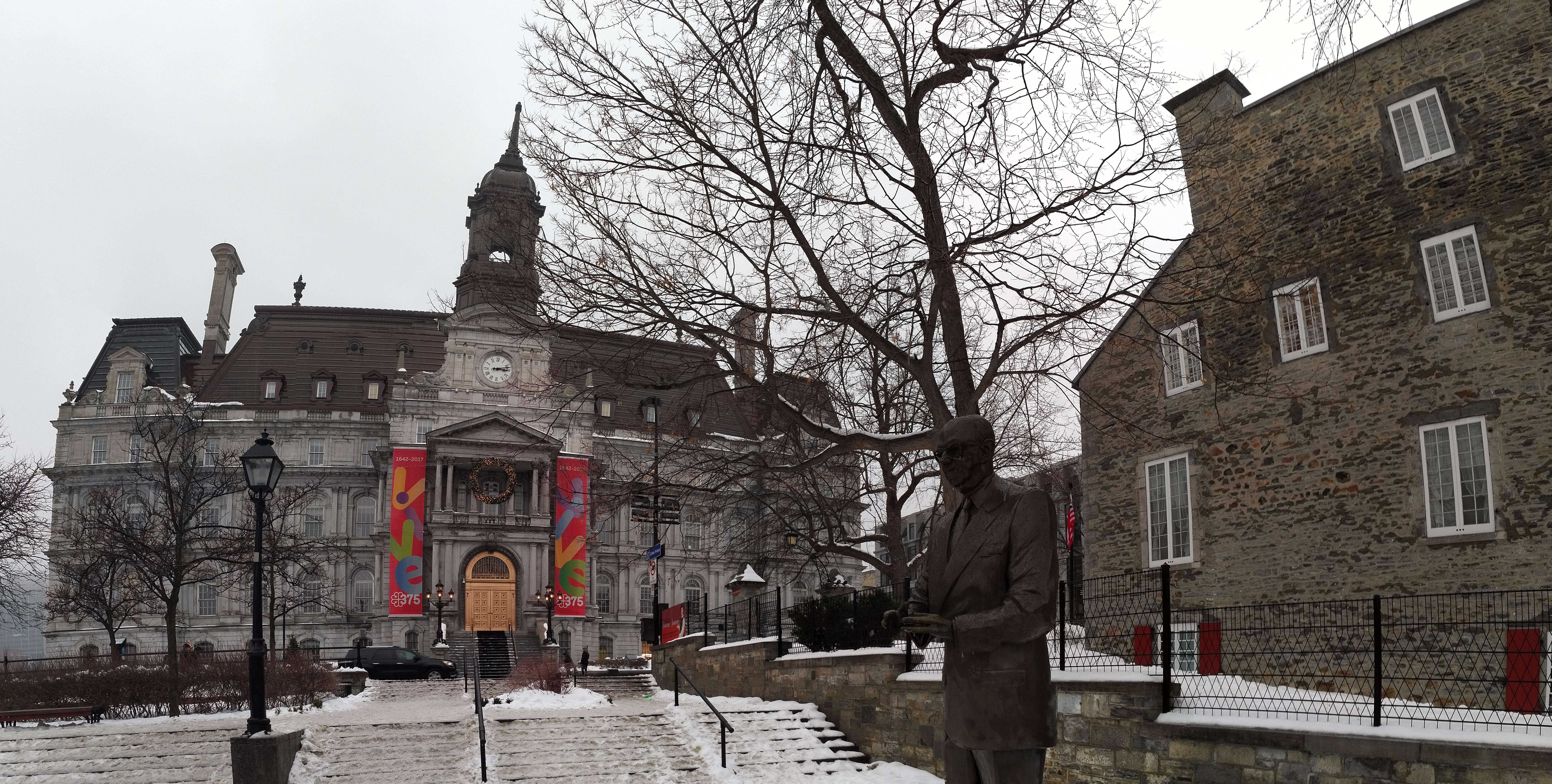
L'Hôtel de Ville de Montréal, vu de la Place de la Dauversière, avec la statue de Jean Drapeau.

## Publications
Jean Drapeau est l'auteur de plusieurs articles parus dans les journaux et les revues de son temps (Le Devoir, L'Action nationale, etc.), de même que de quelques discours et d'un essai:
- Une réponse du maire Jean Drapeau : «... gardiens de nos frères ?». Conférence prononcée le 30 novembre 1955 au Club Richelieu-Québec, Montréal, Comité de la moralité publique, 1955, 26 p.
- Le civisme et la cité. Conférence de S.H. Me Jean Drapeau, maire de Montréal, aux Semaines sociales du Canada (Section française), XXXIIe session, Cornwall, le vendredi 30 septembre 1955, Montréal, Ligue d'action civique, 1955, 18 p.
- Elizabeth ou Maisonneuve? Texte intégral d'un discours prononcé à Ottawa le 15 avril 1956, Montréal, Éditions de l'Action nationale, 1956, 24 p.
- «Communisme et moralité publique». Causerie de Son Honneur Me Jean Drapeau, prononcée le dimanche 9 septembre 1956 devant les délégués à la convention de la Société des artisans, Montréal, Comité de la moralité publique, 1956, 20 p.
- «La Jeunesse, avenir de la cité». Conférence prononcée le samedi 28 janvier 1956 à la Société des conférences du Collège classique de Rouyn, Québec, Montréal, Comité de la moralité publique, 1956, 14 p.
- Notre vocation : parasites ou conquérants. Causerie, Montréal, Ligue d'action civique, 1956, 16 p.
- Main Arguments Against Field-Dozois Plan, Montréal, Civic Action League, 1957, 13 p.
- «Lâcher ou tenir?». Conférence de Me Jean Drapeau au théâtre St-Denis à Montréal, le mercredi soir, 22 janvier 1958, sous les auspices de la Ligue d'Action civique, Montréal, Ligue d'action civique, 1958, 64 p.
- Jean Drapeau vous parle, Montréal, Éditions de la Cité, 1959, 124 p.
- Bâtir. Conférence prononcée au banquet annuel de la Ligue d'action nationale le 5 avril 1964, Montréal, Éditions de l'Action nationale, 1964, 22 p.